# Los años felices
Los años felices es una telenovela mexicana dirigida por Enrique Lizalde  y Jorge Sánchez Fogarty, producida por Valentín Pimstein para la cadena Televisa, emitida por El Canal de las Estrellas desde el 12 de noviembre de 1984 hasta el 19 de abril de 1985. Fue protagonizada por Alma Muriel y Enrique Lizalde, contó con las actuaciones co-protagónicas de Laura Flores, Manuel Saval y Lupita Ferrer, además de las actuaciones antagónicas de Laura Zapata, Rebeca Rambal, Juan Ignacio Aranda y Martín Barraza, es una adaptación de la telenovela chilena Sol tardío.
Tuvo una secuela, también producida por Pimstein, llamada Los años pasan (1985), protagonizada por Laura Flores y Manuel Saval.

## Elenco
- Alma Muriel (+) - Eva
- Enrique Lizalde (+) - Adrián Saldaña
- Lupita Ferrer - Marcela Vidal
- Laura Zapata - Flora
- Laura Flores - María T.
- Manuel Saval (+) - Rodolfo Saldaña
- Roberto Ballesteros - Angelo
- Rebeca Rambal - Silvia
- Miguel Córcega (+) - Elías
- Azucena Rodriguez - Blanca
- Mariana Levy (+) - Nancy
- Rafael del Villar - Ítalo
- Juan Ignacio Aranda - Jorge
- Demián Bichir - Tomás
- Beatriz Moreno - Fresia
- Germán Robles (+) - Renato
- Héctor Ortega (+) - El Padrino
- Ricardo Cortés - Hugo
- Martín Barraza - Rolando Farrell
- Consuelo Frank (+) - Ruperta
- Luis Manuel Pelayo (+) - Fernández
- Alicia Encinas - Celeste
- Arturo Lorca - Maradona
- Antonio Henaine - Cirilo
- Jose Luis Duval - Acuña
- Martha Zamora - Elisa
- Araceli de León - Lucía
- Rosario Monasterio - Alicia
- Luis Gatica - Joel
- Alfredo García Márquez - Rosales
- Javier Díaz Dueñas - Contador
- Imperio Vargas - Clarisa
- Claudio Báez (+) - Gabriel
- Laura Heredia - Leonor
- Carlos Becerril - Napoleón
- Ausencio Cruz - Carlos
- Nuria Bages - Daniela
- Kenia Gazcón - Enfermera de Eva

## Equipo de producción
- Original de: Arturo Moya Grau
- Libreto y Adaptación: Carlos Romero, Valeria Phillips
- Tema original: Los años felices
- Jefe de producción: Angelli Nesma Medina
- Productor asociado: Eugenio Cobo
- Director de cámaras: Leopoldo Terrazas
- Directores de escena: Enrique Lizalde, Jorge Sánchez Fogarty
- Productor: Valentín Pimstein
- Fue una producción de: Televisa en MCMLXXXIV

## Versiones
- Los años felices es un remake de la telenovela chilena Sol tardío emitida por TVN en 1976. Malú Gatica interpretó a Marcela, Amelia Requena a Eva, Patricio Achurra a Rodolfo, Walter Kliche a Adrián y Ximena Vidal a María Teresa.

## Premios y nominaciones

### Premios TVyNovelas 1985
| Categoría                  | Nominado(a)  | Resultado |
| -------------------------- | ------------ | --------- |
| Mejor actriz joven         | Laura Flores | Nominada  |
| Mejor actor joven          | Manuel Saval | Nominado  |
| Mejor revelación masculina | Manuel Saval | Ganador   |